# سلول اپسیلون
سلول‌های اپسیلون (ε)، سلول‌های درون‌ریز موجود در جزایر لانگرهانس پانکراس می‌باشند. وظیفه این سلول‌ها، ترشح هورمون گرلین است.  این سلولها کمتر از یک درصد سلولهای جزایر لانگرهانس هستند.